# Gheorghe Dem. Teodorescu
Gheorghe Dem Teodorescu, né le 25 août 1849 et mort le 20 août 1900, est un folkloriste valaque, puis roumain, historien littéraire et journaliste.

## Origines, formation et début de carrière
Né à Bucarest, il est fils unique. Son père Tudor vient des environs de la rivière Amaradia dans la région d'Olténie et a une entreprise de construction ; sa mère se prénomme Sultana. Il entre à l'école primaire en 1855, puis fréquente l'établissement d'enseignement secondaire Gheorghe Lazăr et le lycée Matthieu Basarab de 1859 à 1867. Adolescent, il commence à collectionner des récits folkloriques qu'il entendait autour de lui, avec des exemples de ses deux parents datés de 1865. En 1868, quelques mois avant d'obtenir son diplôme d'études secondaires, il est engagé comme fonctionnaire au ministère des Affaires religieuses et de l'Éducation, tout en travaillant sur deux publications de V. A. Urechea. Vers la fin de l'année, il quitte l'administration et se fait embaucher au journal Românul, où il travaille comme correcteur, reporter, traducteur (jusqu'en 1870), secrétaire de rédaction et collaborateur (jusqu'en 1872) et rédacteur en chef (jusqu'en 1875). Il publie de nombreuses chroniques, polémiques et articles sur le folklore, la critique littéraire et l'histoire. Son premier ouvrage publié sur le folklore y parait à Noël 1869 et au Nouvel An 1870 ; les deux articles visent à démontrer les racines de Noël dans les Saturnales. Sa première critique de livre parait au début de 1870.
En mai 1870, il entame une collaboration régulière avec le journal Ghimpele, qui prend position contre la dynastie régnante. Écrivant sous le couvert du pseudonyme Ghedem, il se fait un nom avec des poèmes satiriques anti-monarchiques. Au cours de la première moitié de 1871, il y exerce en qualité de rédacteur en chef et édite également brièvement une autre gazette satirique anti-royaliste, Sarsailă. Plus tard dans la même année, il s'aventure en tant que correspondant de Românul au monastère de Putna en Bucovine alors sous domination autrichienne, marquant les 400 ans depuis sa fondation. Dans ses mémoires, Ioan Slavici intègre les précieuses informations enregistrées par le reportage de Teodorescu. Bien qu'exempté du service militaire en tant que fils unique d'une veuve, il rejoint la milice organisée par le général Emanoil Ion Florescu, et devient sergent. En 1872, écrivant pour Transacțiuni literare și științifice, il contribue à des études sur le folklore, des traductions de poésie romantique française et d'essais sur la littérature française, des documents sur la vie et les écrits d'André Chénier ainsi que des traductions de sa poésie, des traductions d'Alphonse de Lamartine et d'Alfred de Musset et une étude sur l'origine et le développement du luxe à Rome. En 1874, il publie son premier livre sur le folklore, Încercări critice asupra unor credințe, date și moravuri ale poporului român ; préfacé par Alexandru Odobescu, il rassemble ses études sur le sujet publiées de 1869 à 1874.
En 1868, il entre à la faculté de littérature et de philosophie de l'Université de Bucarest. Parallèlement, il suit un cours de déclamation au Conservatoire de musique et audite des cours de philologie classique, qu'il obtient en 1870. August Treboniu Laurian enseigne l'histoire de la littérature latine, tandis qu'Epaminonda Francudi s'occupe du grec. Ces cours absorbent son énergie intellectuelle et solidifie ses croyances latinistes. Sa thèse de premier cycle porte sur l'historiographie grecque avant Hérodote. Il suit également les cours d'Urechia (histoire des Roumains et de la littérature roumaine), Ulysse de Marsillac (histoire de la littérature française), Ioan Zalomit (histoire de la philosophie) et Petre Cernătescu (histoire universelle). En 1874-1875, la faculté est rejointe par Odobescu et Bogdan Petriceicu Hasdeu, qui proposent des cours gratuits, respectivement, d'archéologie et de philologie comparée. Teodorescu retrouve plus tard leur influence dans son travail sur le folklore. Cependant, il ne termine pas son cursus à la faculté de littérature, étant envoyé en France grâce à une bourse d'État par Titu Maiorescu, alors ministre de l'Éducation. Teodorescu part tout en rédigeant sa thèse, accompagné de membres de Junimea : Alexandru Lambrior et George Panu. Ses études universitaires à Paris s'étendent de février 1875 à juin 1877, sanctionnées d'un diplôme de littérature. Parmi ses professeurs, il faut compter Émile Egger, Georges Perrot, Eugène Benoist, Benjamin-Constant Martha et Numa Denis Fustel de Coulanges. Il entre en contact avec les études folkloriques occidentales, dont il adopte le respect des textes et saisit les relations entre les traditions roumaines et les autres folklores. Il poursuit sa collecte de textes du genre que lui expédient des amis restés au pays tout en continuant d'envoyer lui-même des articles à Columna lui Traian de Hasdeu, ainsi qu'à Convorbiri Literare.

## L'enseignement
À son retour de France, il est engagé comme professeur suppléant à l'établissement Saint-Sava, dans le département d'études roumaine et latine de la section avancée ; le poste permanent étant devenu vacant au décès de IC Massim. Il est également nommé commandant de la garde civique, une institution chargée de maintenir l'ordre public pendant que l'armée régulière combat dans la guerre d'indépendance roumaine. Il occupe ce grade jusqu'en 1879. Plus tard en 1877, il publie Cercetări asupra proverbelor române (Cum trebuiesc culese și publicate), une étude critique et bibliographique des proverbes roumains qui expose sa théorie de recherche et fait de lui un des premiers universitaires roumains à comprendre les liens étroits entre philologie et folklore. Fort de son expérience parisienne, il utilise des techniques comparatives et travaille avec des glossaires d'écrivains hongrois, allemands et britanniques qui comprenaient des proverbes roumains.
Au début de 1878, son poste à Saint-Sava devient à plein temps, et se transforme en emploi permanent en 1882. Plus tard dans l'année, il est embauché pour enseigner la langue et la littérature roumaines dans la section supérieure de Matthieu Basarab. Il reste dans cet établissement jusqu'à sa mort, et en devient le directeur en 1885. En mai, il rejoint une mission à Constantinople en tant que secrétaire du diplomate Dimitrie Brătianu, chargé de négocier le sort des prisonniers ottomans détenus par l'armée roumaine. En 1879, il publie Literatura poporană. Noțiuni despre colindele române, un commentaire critique axé principalement sur les chants de Noël, mais aussi sur les chants et les contes des anciens. Il met en exergue les racines latines et païennes des chants de Noël, y observe la représentation des coutumes, leurs allusions à des événements historiques tels que la présence de commerçants génois et vénitiens au bord de la mer Noire, et l'aperçu que donnent ces chants de la mentalité féodale. Son Tratat de versificare latină, paru la même année, est le premier traité de prosodie latine en langue roumaine ; la seconde partie, traitant de la métrique, sort en 1880.

## Poezii populare române
En août 1883, alors qu'il prend un bain minéral lors d'une cure thermale à Lacu Sărat, il fait la rencontre de Petrea Crețu Șolcan, un lăutar septuagénaire de Brăila qui devient sa principale source de ballades. Au mois de mars suivant, il tient une conférence devant la Société roumaine de l'Athénée dans laquelle il présente Șolcan et son immense connaissance du folklore. Il publie ensuite sa conférence sous forme de brochure, faisant de lui le deuxième Roumain à consacrer une étude à un seul interprète (après le folkloriste et ethnographe Atanasie Marian Marienescu qui avait fait de même en 1866), et le premier à écrire sur un lăutar. En même temps, il critique le recueil de poésies populaires de Vasile Alecsandri, qui a estimé qu'il lui incombait de peaufiner et de normaliser ce qu'il entendait de la source. Les deux folkloristes se rencontrent à nouveau à Bucarest en mai 1884, au moment où Șolcan lui transmet d'autres textes précieux. En tout, Șolcan fournit 137 pièces totalisant plus de 15 000 vers, soit près d'un tiers de la collection ultérieure de Teodorescu. Un an plus tard, Teodorescu est élu membre à part entière de la section littéraire de l'Athenée ; entre 1879 et 1899, il tient un certain nombre de conférences devant la société.
Poezii populare române, le magnum opus de Teodorescu et l'aboutissement d'une activité de collecte de folklore de deux décennies, est publié à l'automne 1885. Dans sa préface, Teodorescu explique que les textes sont classés selon l'âge des personnes qui ont fourni le matériel, ainsi que l'âge des traditions représentées. Une critique favorable de Hasdeu et de Gheorghe Sion remarque la validité de la méthodologie scientifique employée pour la collecte textuelle, ainsi que l'adhésion fidèle aux textes, l'inclusion de variantes et le soin apporté à la présentation des textes avec des notes sur la source humaine, le lieu et la date de la collecte, ainsi que l'inclusion de notes de bas de page par l'auteur. L'année suivante, George Ionescu-Gion et Alexandru Dimitrie Xenopol rédigeront également des critiques, tandis que Iacob Negruzzi proposera que l'Académie roumaine décerne un prix à Teodorescu. Hasdeu objecte en affirmant qu'il méritait simplement mille lei : le prix, dit-il, était pour « une activité intellectuelle significative », tandis que la récompense en espèce sonnante et trébuchante doit aller à ceux qui n'ont fait montre « d'une grande dose de persévérance ou de travail matériel. »

## Engagement politique et présidence de la Fondation académique
En tant que membre d'Opoziția Unită, il est élu pour son premier mandat à la Chambre des députés lors des élections partielles d'avril 1888 ; il siège pour le comté d'Ilfov. Cet été-là, lorsque la faction se sépare, il suit George D. Vernescu dans le Parti libéral-conservateur. En novembre 1895, alors membre du Parti libéral national, il rejoint le groupe dissident drapeliste en 1896. En février 1891, lorsque Florescu devient Premier ministre lors d'une crise gouvernementale, Teodorescu est nommé ministre de l'Éducation, jusqu'à sa démission en juillet. Vers la fin de son mandat, il est l'un des signataires d'une loi portant création de la Fondation académique Carol Ier. Dans la même période, il publie Operele lui Anton Pann, une étude traitant des œuvres d'Anton Pann, le folkloriste actif durant la première moitié du XIXe siècle. Le livre décrit chacun des volumes de Pann dans l'ordre chronologique, comprend les informations bibliographiques disponibles et les propres notes de Pann, et reproduit également les préfaces de Pann à la plupart des livres. En 1893, il publie Istoria filosofiei antice. Oriental. Grecii. Creștinii, une étude de la philosophie classique de 600 avant J.-C. à 750 apr. J.-C. Sa préface en explique le but : faciliter l'étude des classiques à une époque où leurs adversaires prétendent que l'apprentissage des langues mortes est une perte de temps, qu'elles peuvent être lues en traduction et qu'elles sont sans rapport avec la société moderne. Le livre reçoit un prix de l'Académie en 1894. La Vieața și activitatea lui Anton Pann de 1893 est la première biographie de Pann et s'en trouve saluée par Nicolae Iorga. En 1894, dans le premier numéro du magazine Ateneul Român, il publie Fata din dafin, le seul conte d'origine paru de son vivant. Il tenait cette histoire de sa mère et l'avait écrite lors de son voyage en Turquie en 1878.
En février 1895, il entame un mandat en tant que premier directeur de la Fondation académique ; sa nomination est probablement due à son rôle dans la rédaction et l'obtention de l'approbation de la loi créant la fondation. Le premier à travailler sous ses ordres est son bibliothécaire, Constantin Rădulescu-Motru. Au début de 1897, il participe à un concours pour devenir professeur au nouveau département d'histoire de la langue et de la littérature roumaines de l'Université de Bucarest ; il perd finalement contre Ovid Densușianu à la mi-1898. En octobre 1898, le roi Carol Ier supprime le poste de directeur de la fondation, transférant ses attributions au recteur de l'Université de Bucarest. La décision déclenche une réaction critique virulente de la presse, qui y voit une « machination » et une « intrigue » politiques du ministre de l'Éducation Spiru Haret et du Premier ministre Dimitrie Sturdza contre Teodorescu. Néanmoins, ce dernier est obligé de passer le relais au nouveau recteur, Constantin Dimitrescu-Iași.
En 1898, il publie une étude (Miturile lunare. Vârcolacii. Studiu de etnologie și mitologie comparată.) fondée sur une conférence traitant des loups-garous qu'il a donnée une décennie plus tôt. Abordant diverses cultures, des Chaldéens et des Assyro - Babyloniens aux Perses, Aborigènes d'Australie, Scandinaves et Palestiniens, aux peuples des Balkans, aux Thraces et aux Roumains, il retrace l'évolution des superstitions en mythes et plus tard en coutumes, en s'appuyant notamment sur une traduction française de Culture primitive d'Edward Burnett Tylor en 1871. La même année, il écrit une biographie du défunt homme politique Pache Protopopescu.

## Décès et postérité
Teodorescu meurt d'une septicémie à son domicile de Bucarest en août 1900, quelques jours avant 51e anniversaire, laissant une épouse et deux jeunes enfants. Le roi est informé par télégramme. L'inhumation a lieu au cimetière Bellu en présence du ministre de l’Éducation Constantin C. Arion et son adjoint, Dimitrie August Laurian. Teodorescu a un nombre important de manuscrits inédits parmi ses papiers. En 1901, un comité de collecte de fonds est formé pour offrir une sculpture en bronze de Teodorescu. le comité se concrétise l'année suivante par Karl Storck et l’œuvre est dévoilée dans le jardin de l'Athenée. L'année 1902 voit également la publication d'un livre commémoratif écrit par ses amis ; il comprend une biographie et une bibliographie, ainsi que des oraisons funèbres par, entre autres, Constantin Banu et Rădulescu-Motru. En 1939, sa fille Marcella Fotino fait don d'un moulage en plâtre de sa sculpture à la Fondation académique, où elle est exposée publiquement.
Entre 1902 et 1944, les commentaires critiques sur Teodorescu ne représentent que des paragraphes ou quelques pages dans les œuvres de Densusianu, Iorga, Dimitrie Gusti, Grigore Tocilescu, Lazare Sainéan, Dumitru Caracostea, Duiliu Zamfirescu et George Călinescu. Parallèlement, des anthologies de poésie populaire, des recueils de folklore et des manuels continuent de reproduire des textes de son anthologie. C'est en 1944 qu'Ovidiu Papadima organise une conférence sur la vie et l'œuvre de Teodorescu pour la Société roumaine de radiodiffusion, la publiant ensuite dans Revista Fundațiilor Regale. En 1957, une partie de sa collection est rééditée sous le titre Poezii populare. En 1961, Papadima publie l'étude la plus complète de Teodorescu à ce jour. En 1968, les douze contes qu'il a édités dans les années 1890 et qui restaient sous forme manuscrite, sont publiés sous le titre Basme române. En 1974, Ovidiu Bârlea publie une étude sur le folklore roumain, consacrant un chapitre ample et élogieux à Teodorescu.
Poezii populare române est réédité dans son intégralité en 1982, avec des notes de bas de page, une bibliographie, un glossaire et un index, ainsi qu'une monographie introductive de Papadima. Ce dernier analyse l'ensemble de l'œuvre de Teodorescu, trace l'évolution de sa collection à travers la publication et propose une reconstitution détaillée de ses méthodes de recherche. L'anthologie apparait dans une édition grand public condensée en trois volumes en 1985. Une autre édition des contes est apparue en 1996, tandis qu'une édition de 2005 comprend un glossaire et des annotations. En 2000, à l'occasion du centenaire de sa mort, paraît une nouvelle édition de Poezii populare româ ; l'édition de 1982 ayant connu un très petit tirage est devenue une pièce de collection. Istoria limbii și literaturii române. De la începuturi până la 1882, resté sous forme manuscrite, est publié en 2002 ; le livre donne un aperçu de l'histoire de la langue et de la littérature roumaines, plongeant dans la philosophie, le folklore, les costumes et coutumes folkloriques, la peinture murale, la sculpture sur bois et l'architecture.